# Солтмани (Елцький повіт)
Солтмани (пол. Sołtmany, нім. Soltmahnen) — село в Польщі, у гміні Простки Елцького повіту Вармінсько-Мазурського воєводства.
Населення — 57 осіб (2011).
У 1975-1998 роках село належало до Сувальського воєводства.

## Демографія
Демографічна структура станом на 31 березня 2011 року:
|          | Загалом | Допрацездатний вік | Працездатний вік | Постпрацездатний вік |
| -------- | ------- | ------------------ | ---------------- | -------------------- |
| Чоловіки | 24      | 9                  | 11               | 4                    |
| Жінки    | 33      | 7                  | 18               | 8                    |
| Разом    | 57      | 16                 | 29               | 12                   |